# Консервативная партия Японии

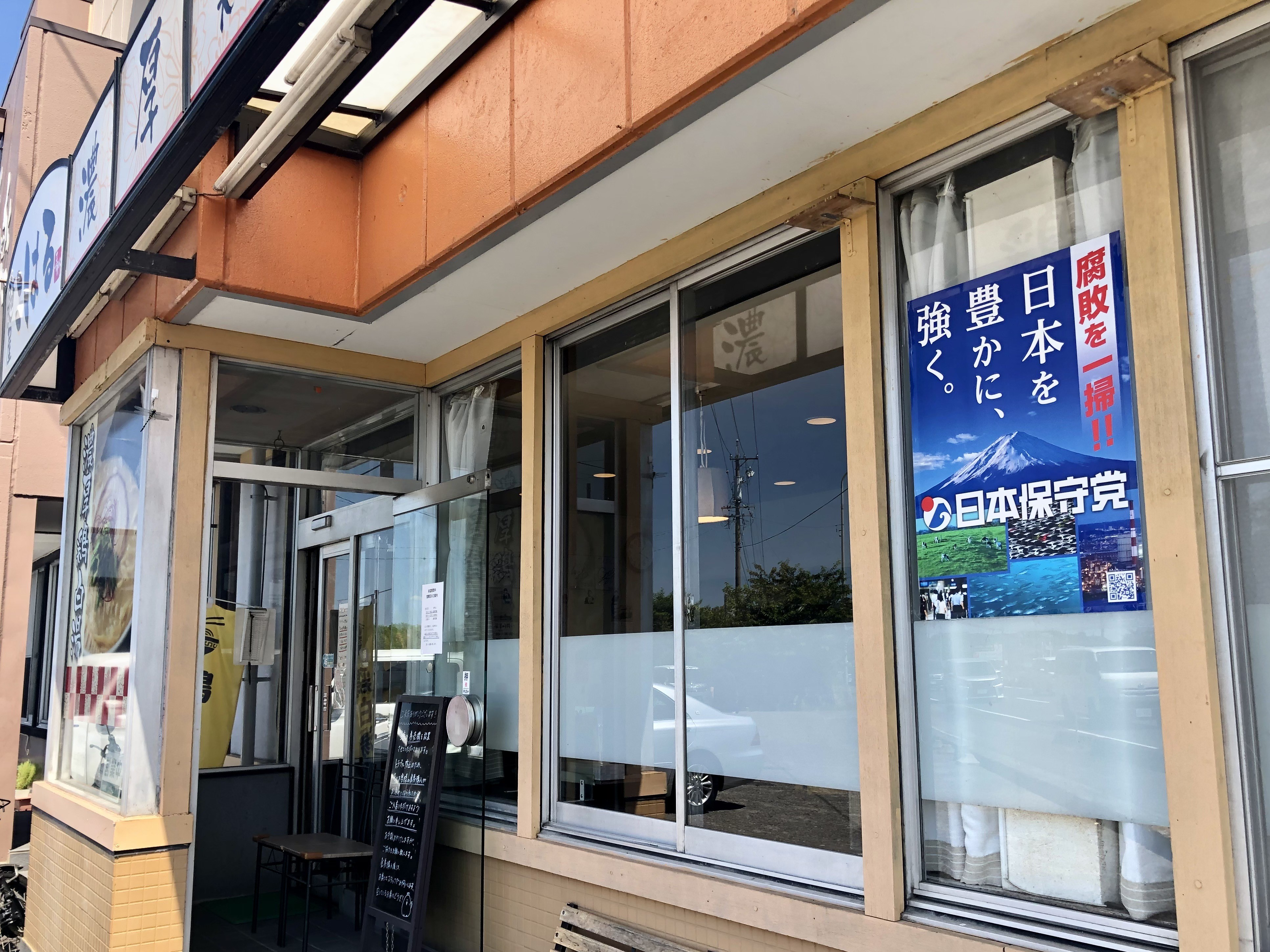
Плакат Консервативной партии Японии

Консервативная партия Японии (яп. 日本保守党 Ниппон: Хосюто:, КПЯ) — политически консервативная, японская ультранационалистическая и правая популистская политическая партия в Японии. Она была основана писателем Наоки Момотой и журналисткой Каори Аримото в 2023 году после принятия Закона о содействии пониманию ЛГБТ. Партия утверждает, что «защищает национальное устройство и традиционную культуру Японии», и ее часто характеризуют как противников иммиграции, ксенофобов и использующих историческую ревизионистскую риторику. Лидеры партии часто допускают дискриминационные замечания в отношении иностранцев и сексуальных меньшинств, а также отрицают военные преступления Японии, совершенные до и во время Второй мировой войны, такие как Нанкинская резня.

## Ссылка
Официальный сайт